# Fabián Núñez
Fabián Israel Núñez Cortés (Santiago del Cile, 25 giugno 1992) è un calciatore ed ex giocatore di calcio a 5 cileno, centrocampista del Dep. Concepción.

## Carriera
Nel 2010 viene incluso da Vicente De Luise, commissario tecnico della Nazionale maschile under 20 di calcio a 5 del Cile, nella lista dei convocati per il Campionato sudamericano di calcio a 5 Under-20 2010.